# Segona batalla de Sirte
La Segona Batalla de Sirte (el 22 de març de 1942) va ser un enfrontament naval al mar Mediterrani, al nord del golf de Sidra i al sud-est de Malta, durant la Segona Guerra Mundial. Els vaixells de guerra d'escorta d'un comboi britànic a Malta van aguantar un esquadró molt més potent de la Regia Marina italiana. El comboi britànic estava compost per quatre vaixells mercants, escortats per quatre creuers lleugers, un creuer antiaeri i 17 destructors. La força italiana estava formada per un cuirassat, dos creuers pesats, un creuer lleuger i deu destructors. Malgrat l'èxit inicial britànic en conjurar l'esquadró italià, l'atac de la flota italiana va retardar l'arribada prevista del comboi abans de l'alba, fet que el va exposar a intensos atacs aeris que van enfonsar els quatre vaixells mercants i un dels destructors d'escorta els dies següents.

## Fons

### Malta
Fins a finals de 1941, 21 vaixells amb 160.000 tones llargues (160.000 t) de càrrega havien arribat a Malta sense pèrdues i s'havia acumulat una reserva de subministraments de set mesos. Tres combois a Malta el 1941 van patir la pèrdua d'un sol vaixell mercant. Des del gener de 1941 fins a l'agost de 1942, 46 vaixells havien lliurat 320.000 tones llargues (330.000 t) però 25 vaixells havien estat enfonsats i els vaixells mercants moderns, eficients, les forces navals i aèries s'havien desviat d'altres rutes durant llargs períodes; S'havien realitzat 31 proves de submarins. Els reforços per a Malta van incloure 19 costoses i perilloses operacions de ferri portaavions per lliurar caces. Malta també va ser una base per a operacions aèries, marítimes i submarines contra els combois de subministrament de l'Eix i, de l'1 de juny al 31 d'octubre de 1941, les forces britàniques van enfonsar unes 220.000 tones llargues (220.000 t) d'enviament de l'Eix a les rutes dels combois africans, 94.000 tones llargues (96.000). t) per la marina i 115.000 tones llargues (117.000 t) per la Royal Air Force (RAF) i el Fleet Air Arm (FAA). Els vaixells carregats que navegaven cap a Àfrica van representar el 90% dels vaixells enfonsats i els esquadrons amb seu a Malta van ser responsables d'aproximadament el 75% dels vaixells enfonsats per avions. Les operacions militars des de Malta i l'ús de l'illa com a lloc d'escenificació, van portar a campanyes aèries de l'Eix contra l'illa el 1941 i el 1942.

Mapa general de Malta

A principis de 1942, els Aliats havien perdut la iniciativa al Mediterrani central, ja que les forces italianes i alemanyes van aïllar Malta i van fer plans per eliminar-la com una amenaça. Després d'una sèrie de derrotes aliades, l'armada italiana va assolir la superioritat naval a la Mediterrània central a la primavera de 1942. Com que Malta es quedava sense avions, canons antiaeris, combustible, aliments i municions, comboi. El MW10 va sortir d'Alexandria el 21 de març. Els britànics esperaven l'oposició dels avions alemanys i italians, així com de les unitats de superfície italianes. El desembre de 1941, els dos cuirassats (Queen Elizabeth i Valiant) estacionats a la Mediterrània oriental havia estat inhabilitat per un atac dels homes granota italians , deixant la flota només amb creuers i destructors. Es va organitzar un desviament des de Gibraltar, la matinada del 20 de març va navegar el cuirassat Malaya—amb els portaavions Eagle i Argus, recolzats pel creuer Hermione i vuit destructors. L'endemà, l'esquadra va avortar l'operació i va tornar al port: els transports no van poder llançar reforços d'avions a Malta a causa dels dipòsits de combustible de llarg abast defectuosos. L'escorta del comboi MW10 depenia molt dels destructors, inclosos els destructors més lleugers—per proporcionar protecció antisubmarina i inclòs el creuer antiaeri Carlisle. Des de Malta es van enviar més destructors i un altre creuer lleuger.

## El pla britànic
L'almirall Sir Philip Vian, comandant el comboi, va organitzar els seus vaixells en sis divisions més una escorta propera de cinc destructors de classe Hunt per al comboi.
- 1a Divisió: destructors HMS Jervis, Kipling, Kelvin i Kingston
- 2a Divisió: creuers lleugers HMS Dido i Penelope amb el destructor Legion
- 3a Divisió: destructors HMS Zulu i Hasty
- 4a Divisió: creuers lleugers HMS Cleopatra (vaixell insígnia) i Euryalus
- 5a Divisió: destructors HMS Sikh, Lively, Hero i Havock
- 6a Divisió: creuer antiaeri HMS Carlisle i destructor classe Hunt Avon Vale

En cas d'atac a la superfície italià, les cinc primeres divisions s'havien d'allunyar del comboi per enfrontar-se a l'enemic, mentre que la sisena divisió posava fum a l'estela del comboi per enfosquir-lo. Les primeres cinc divisions actuarien com a rereguarda per posar fum i retardar la Regia Marina mentre el Carlisle i els destructors de classe Hunt procedien amb els vaixells de càrrega cap a Malta.

## La batalla

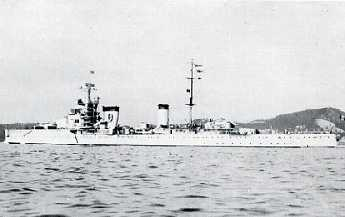
El creuer lleuger italià Giovanni delle Bande Nere. Durant la batalla, va aterrar una ronda de 6 polzades (152 mm) al pont del creuer amb la seva segona salva, desactivant el radar i la ràdio.

A les 14:30 de l'endemà, els britànics es van enfrontar a un parell de creuers pesats i destructors d'escorta. L'almirall Vian va implementar immediatament el seu pla; els vaixells de càrrega i les escortes van girar cap al sud mentre els creuers lleugers i els destructors restants feien fum i carregaven contra els italians. Després d'un intercanvi de salves, els dos creuers pesats italians van fer marxa enrere en un intent d'atreure els britànics cap a l'esquadró principal italià entrant, i a les 16:37 van tornar per atacar amb el cuirassat Littorio, un creuer lleuger i els seus destructors de protecció. La batalla va durar dues hores i mitja, amb els vaixells britànics que van abandonar la seguretat de la seva enorme cortina de fum per disparar unes quantes volees i després van tornar-hi quan les salves italianes es van acostar massa.
Durant un d'aquests intercanvis, el Havock va patir greus danys per un quasi accident quan va ser disparat pel Littorio, i va rebre l'ordre de retirar-se de la línia de batalla i unir-se al comboi. A les 18:34, Vian va decidir enviar els seus destructors per llançar atacs de torpedes des d'uns 4.600 m (5.000 iardes), el més a prop que els italians permetrien apropar-se als britànics. Cap dels torpedes va trobar els seus objectius, però quan el Kingston va girar, va ser colpejat amb força per una obús que va penetrar a la seva sala de calderes i va encendre un incendi, que el va aturar temporalment. La batalla va començar amb un vent de 25 kn (29 mph; 46 km/h) que bufava cap al nord-oest, amb el vent que continua augmentant durant el dia; un factor que va afavorir l'artilleria dels vaixells italians més grans durant tota la batalla, però la direcció del vent va ajudar a la col·locació de cortines de fum pels vaixells de Vian.
El Lively també va ser colpejat per estelles d'obusos dels canons principals del cuirassat que van perforar una mampara, provocant algunes inundacions però sense víctimes. A les 18:55, el Littorio havia estat colpejat per un obús de 4,7 polzades (120 mm), amb danys insignificants. El seu hidroavió es va incendiar per l'explosió d'una salva d'ell mateix darrera de la torreta al mateix temps. Això va fer que els britànics afirmessin que un dels torpedes va impactar cap a casa. Al capvespre, abans de les 19:00, els italians es van rendir i van tornar cap a casa. Sense radar, haurien estat en un desavantatge important en una acció nocturna, com a la batalla del cap Matapan. Els italians van superar els seus homòlegs britànics, però semblaven poc disposats a tancar-se per un cop decisiu, potser desconfiats de l'amenaça dels torpedes de la força destructor britànica numèricament superior.

## Conseqüències

### Anàlisi
Gairebé tots els autors han valorat la batalla com una victòria britànica, atribuïda a l'escorta de creuers lleugers i destructors que va evitar que els italians danyessin el comboi rebutjant un esquadró italià format per un cuirassat i dos creuers pesats durant els atacs aeris massius de l'Eix. Alguns autors, tot i que generalment reconeixen l'èxit britànic, escriuen la batalla com un assoliment parcial italià en retardar i apartar el comboi. Gairebé totes les fonts reconeixen que la flota italiana va infligir danys importants i diverses baixes a l'esquadró britànic mentre va patir danys mínims i cap baix a canvi. Els avions de l'eix van atrapar el comboi britànic al mar, van perseguir els vapors supervivents fins al port i es van perdre més del 80% dels subministraments. L'operació del comboi britànic va ser un fracàs estratègic.

### Orde de batalla
Regia Marina
- Almirall Angelo Iachino
  - 1 cuirassat: Littorio
  - 6 destructors: Alfredo Oriani, Ascari, Aviere, Geniere, Grecale, Scirocco (enfonsat per una tempesta després de l'acció)
- 2a divisió - Almirall Angelo Parona
  - 2 creuers pesats: Gorizia, Trento
  - 1 creuer lleuger:  Giovanni delle Bande Nere
  - 4 destructors: Alpino, Bersagliere, Fuciliere, Lanciere (enfonsat per una tempesta després de l'acció)
- Submarí: Platino[33]

 Royal Navy
- 'Esquadró 'Carlisle
  - HMS Carlisle (creuer lleuger classe C)
  - 5a Flotilla de Destructors (destructors d'escorta classe Hunt) des de Tobruk: HMS Southwold (enfonsat per una mina el 23 de març), Beaufort, Dulverton, Hurworth, Avon Vale, Eridge, Heythrop (perdut en ruta pel submarí U-652 el 20 de març)
- 15è Esquadró de Creuers (Almirall Vian)
  - 3 destructors lleugers: HMS Dido, Euryalus (lleugerament danyat), Cleopatra (seriosament malmès)
  - 14a Flotilla de Destructors: HMS Jervis, Kipling, Kelvin, Kingston (seriosament malmès)
  - 22a Flotilla de Destructors: HMS Hasty, Havock (seriosament malmès), Hero, Lively (seriosament malmès), Sikh (lleugerament danyat), Zulu (dany estructural a causa de les maniobres d'alta velocitat[34])
- Esquadró de Malta
  - 1 creuer: Penelope;
  - 1 destructor: Legion (danyat per un quasi accident durant l'atac aeri el 23 de març, enfonsat per un atac aeri el 26 de març mentre s'esperava la reparació)
  - 3 submarins: HMS Unbeaten, Upholder i Ultimatum[35]
- Des d'Alexandria
  - submarí classe Parthian Proteus[36]

 Marina mercant
- Vaixells mercants (tots enfonsats el 26 de març)
  - Clan Campbell
  - Breconshire
  - Pampas
  - Talabot

### Danys de batalla
Segons informes britànics, "el HMS Cleopatra va rebre l'impacte a la part posterior del pont a les 16:44" per un obús de 152 mm (6,0 polzades) del creuer lleuger Giovanni delle Bande Nere; 16 mariners van morir. Segons l'almirall Iachino, l'impacte es va aconseguir amb els canons secundaris del Littorio , basant-se en el rang entre els vaixells de guerra oposats en aquell moment. Els creuers Euryalus i Penelope també van resultar danyats, amb l'Euryalus a cavall del Littorio a les 16:43 i a les 18:41. El Kingston va ser colpejat al mig del vaixell per un obús de Littorio que va matar 15 homes de la seva tripulació i va deixar el destructor mort a l'aigua, amb el seu balener a estribord esquinçat , els seus canons antiaeris, la torre de reflectors i els llançatorpedes destrossats per l'explosió. Algunes fonts afirmen que va ser colpejada pels canons del creuer pesant Gorizia.
Tot i que Kingston tenia un motor en flames i una caldera inundada, va aconseguir tornar a la velocitat i va arribar a Malta l'endemà. El Havock també va ser molt danyat en una caldera per un quasi accident del Littorio a les 17:20; van morir vuit mariners. El Lively es va veure obligada a retirar-se a Tobruk per ser reparat a les 18:55, després que una estella de la torreta de popa del Littorio foradés el seu casc, donant lloc a algunes inundacions flooding. Tres destructors més —Sikh, Legion i Lance— van patir menys danys pel foc de creuers de 8 polzades (203 mm). La flota italiana va gastar 1.511 rondes de tots els calibres en l'esquadró britànic; l'únic destructor italià que va obrir foc va ser l'Aviere. Els creuers britànics havien respost amb 1.553 rondes i els destructors amb unes 1.300 rondes així com 38 torpedes. Els avions de l'Eix van fer atacs continus, principalment contra el comboi, durant l'acció naval i els artillers antiaeris de la Royal Navy van reclamar la destrucció de set avions de l'Eix i danys a diversos més.

## Operacions posteriors
La major part de la força d'escorta, sense combustible i municions i incapaç de trobar el comboi, va tornar cap a Alexandria. Els destructors danyats i els vaixells de càrrega van ser enviats a Malta, amb el Carlisle, el Penelope i elLegion . L'endemà, van ser sotmesos a continus atacs aeris. El vaixell de càrrega Clan Campbell va ser enfonsat a vint milles del port i el petrolier Breconshire estava massa danyat per arribar a La Valletta.
Els mercants Talabot i el vapor Pampas van arribar al Gran Port de Malta pràcticament il·lesos. El Pampas havia rebut l'impacte de dues bombes, però aquestes no van poder explotar. El Penelope va intentar remolcar el Breconshire , però el remolc es va separar amb un mar fort. Va ancorar lluny dels camps de mines protectors i el destructor Southwold va intentar agafar-la a remolc, colpejant una mina en el procés. Finalment va ser remolcada a la badia de Marsaxlokk per remolcadors.
Els atacs aeris de l'Eix contra Malta els dies 24 i 25 de març no van fer malbé els tres vaixells combois supervivents. No obstant això, el 26 de març, els bombarders en picat alemanys van impactar amb bombes en els tres vaixells, enfonsant Talabot el i el Pampas aquell dia amb el Breconshire bolcant el 27 de març. Gran part del petroli de Breconshire es va recuperar pel forat del seu casc. Només s'havien descarregat unes 5.000 tones curtes (4.500 t) de càrrega, de les 26.000 tones curtes (24.000 t) que s'havien carregat a Alexandria. Les unitats de la flota italiana no van tenir més sort després de la batalla. Després de no poder destruir el comboi, van ser atrapats en ruta a les seves bases per una severa tempesta que va enfonsar els destructors Scirocco i Lanciere. Mentre estava en reparació al dic sec a Malta, el Kingston va ser atacat uns dies després per avions alemanys i va patir més danys, aquesta vegada sense reparació. Va ser desballestada in situ els mesos següents.
Mentre va atracar a Malta, el Havock va ser un objectiu per als avions de l'Eix i va patir més danys. El 3 d'abril, el vaixell va rebre l'ordre d'anar a Gibraltar abans que les reparacions s'acabessin. El Havock va encallar a Kelibia, Tunísia, a l'estret de Sicília el 6 d'abril i va naufragar, amb un tripulant mort en l'incident. Un altre va morir per ferides els dies següents. El 8 d'abril, un grup d'embarcament italià del remolcador Instancabile (abans el Spasilac , de la Marina Reial Iugoslava) va escorcollar el naufragi buscant informació secreta. La tripulació i els passatgers del Havock van ser internats pels francesos de Vichy a Laghouat, al Sàhara, però van ser alliberats al novembre com a conseqüència de l'operació Torxa.